# Лепер, Жан-Батист
Жан-Батист Лепер (фр. Jean-Baptiste Lepère, 1 декабря 1761, Париж — 16 июля 1844, Париж) — инженер-строитель и архитектор французского неоклассицизма и ампира.

## Биография
Лепер был тестем архитектора Ж. Гитторфа. Некоторые постройки они выполняли совместно. Учился инженерному делу в Париже. Побывал в Санто-Доминго и Константинополе.
Лепер был участником Египетского похода Наполеона Бонапарта 1798—1801 годов. Вместе с однофамильцами Жаком-Мари Ле Пером (1763—1841) и его братом Гратьеном Ле Пером (1769—1826), инженерами и геодезистами, он был ответственным за изучение возможностей создания канала, соединяющего через дельту Нила Средиземное и Красное моря. Во время похода Лепер зарисовывал руины древнеегипетских храмов, статуи и обелиски. C 1 декабря 1798 года он был членом Комиссии литературы и искусства созданного Бонапартом Института Египта.
Лепер участвовал в знаменитом издании Д. Виван-Денона «Описание Египта» (под редакцией Э.-Ф. Жомара в 21 томах, 1809—1822 и в 37 томах, 1821—1829).
Во времена Первой Империи Лепер, наряду с Шарлем Персье и Пьером Фонтеном принял деятельное участие в формировании нового художественного стиля «ампир». Однако его роль в этом направлении не столь заметна либо недооценена; в архитектурных энциклопедиях его имя чаще упоминается косвенно в связи с биографией Ж. Гитторфа.
С 1802 года Лепер был архитектором императорских резиденций: замков Мальмезон, Сен-Клу и замка в Мёдоне. Разрабатывал проект церкви Сен-Венсан-де-Поль в Париже, изменённый и выполненный его зятем. Вместе с Ж. Гондуэном был архитектором Вандомской колонны (первое название: Национальная колонна) в честь Великой армии (1806—1810) и пьедестал памятника королю Генриху IV на «Новом мосту» через Сену.

Проект «Национальной (Вандомской) колонны» в Париже
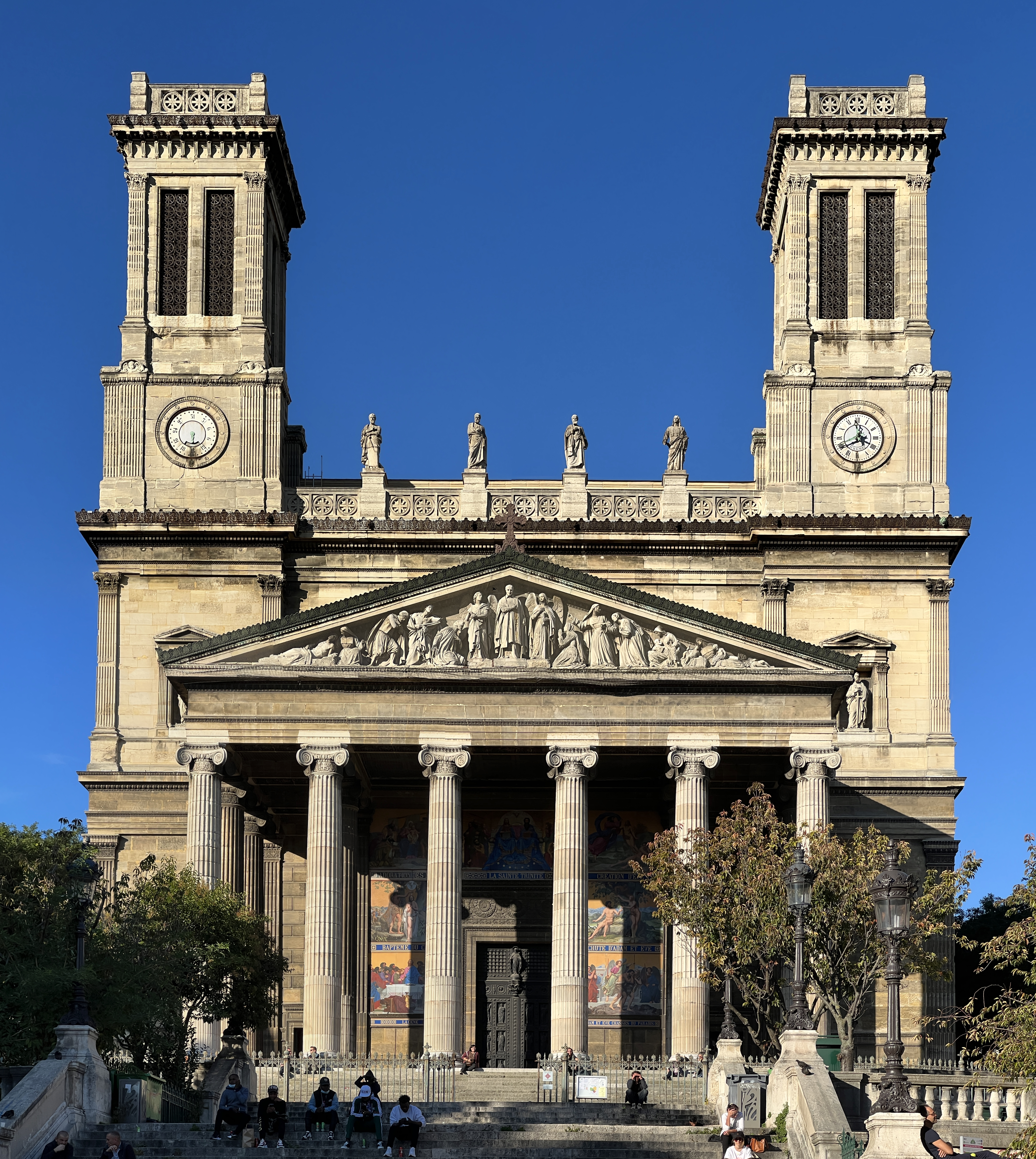
Церковь Сен-Винсент де Поль. 1824. Париж
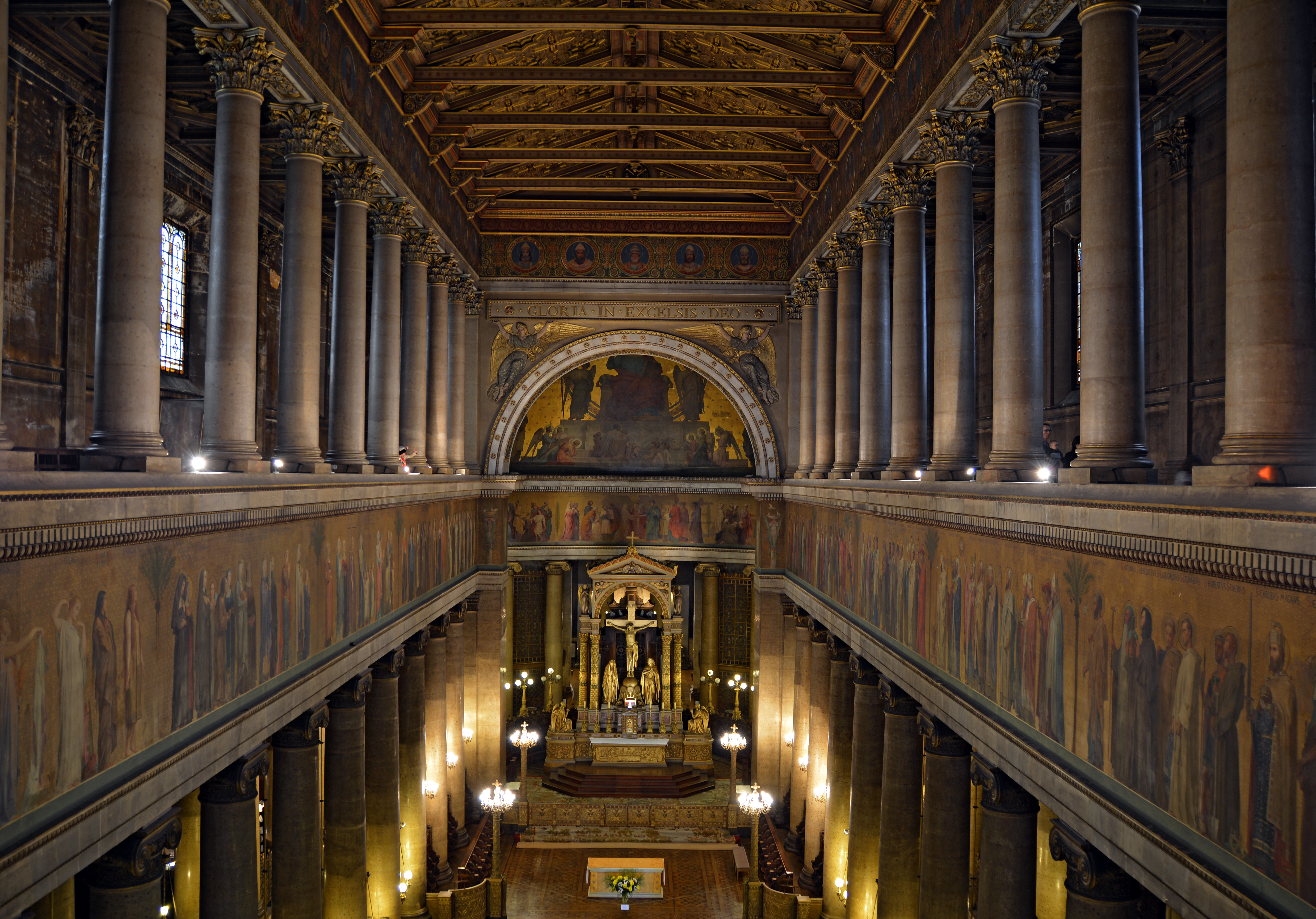
Интерьер церкви
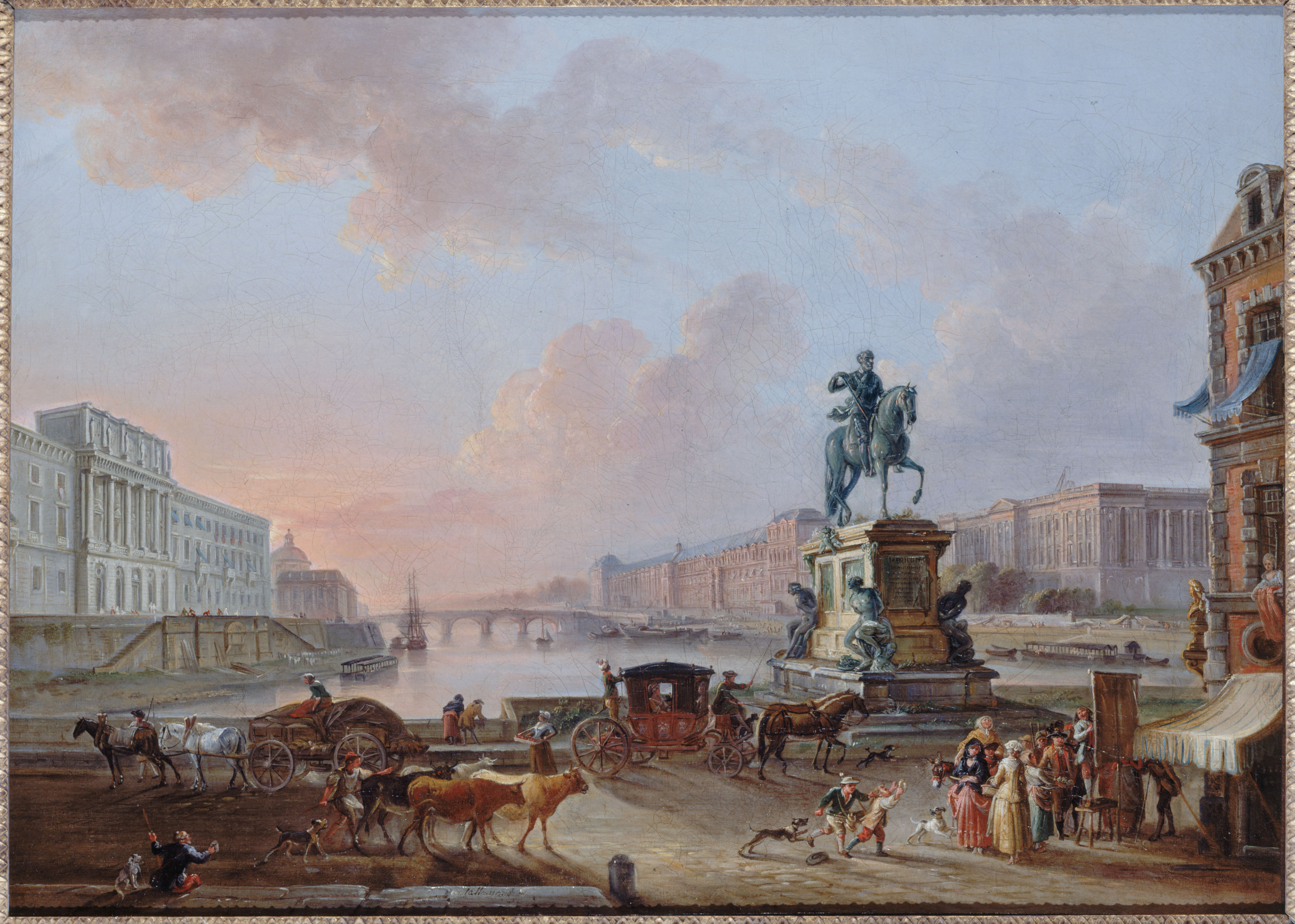
Ж.-Б. Лаллеман. Новый мост в Париже в 1775 году. Холст, масло. Музей Карнавале, Париж